# Fédération ukrainienne de tennis
La Fédération ukrainienne de tennis organise le tennis en Ukraine et met en place un système de classement et de compétition national. Elle est affiliée à la Fédération internationale de tennis.